# محسنة توفيق
محسنة توفيق (29 ديسمبر 1939 - 7 مايو 2019)، ممثلة مصرية.

## عن حياتها
حصلت على درجة البكالوريوس في الزراعة عام 1968 وهي شقيقة مذيعة برامج الأطفال فضيلة توفيق. بدأت عملها بالفن العام 1962 اشتهرت بدور «بهية» في فيلم العصفور للمخرج يوسف شاهين عام 1970 وأصبحت شخصية «بهية» التي قدمتها بالفيلم رمزًا للوطنية ورمزًا لمصر حيث جسدت في نهاية الفيلم صرختها لأ، حنحارب لأ، حنحارب رغبة الشعب المصري في النضال بعد تنحّي جمال عبد الناصر عن الحكم واشتهرت بهية من خلال كلمات أحمد فؤاد نجم في أغنية الفيلم (مصر يمة، يا بهية).
في فبراير 1967 حصلت على وسام العلوم والفنون من الرئيس جمال عبد الناصر، وشاركت في ثورة 25 يناير 2011، وذكرت في إحدى الندوات التي أقامها مهرجان أسوان أنها «استبعدت من المشاركات في الأعمال التلفزيونية بسبب مواقفها السياسية». وأضافت: «طُلب مني تغيير مواقفي السياسية، لكنني لم أفعل، فقد كنت دائماً أسأل نفسي عن سبب تظاهر العمال والطلبة منذ أن كنت صغيرة، وعرفت أنهم عانوا من الضغط والكبت وسوء المعيشة، وظلت حكايات كتلك تلازمني في حياتي ودائما أنظر إلى الظروف والأوضاع وآخذ بالأسباب»، في عام 2013 فازت بجائزة الدولة التقديرية عن مجمل أعمالها الفنية.

## من أفلامها
- ديل السمكة 2003 [8]
- قلب الليل 1989
- وداعاً بونابارت 1985 [9]
- إسكندرية... ليه؟ 1978 [10]
- العصفور 1972 [11]
- البؤساء
- الزمار
- الحب قبل الخبز أحيانا 1977 [12]

### مسلسلات
- المفسدون في الأرض
- العودة الأخيرة
- اللص والكلاب
- ليالي الحلمية [5]
- المرسي والبحار [5]
- أم كلثوم [5]
- فرسان الله [5]
- الكعبة المشرفة

## روابط خارجية
- محسنة توفيق على موقع الدهليز
- محسنة توفيق على موقع قاعدة بيانات الأفلام العربية
- محسنة توفيق على موقع ديسكوغز (الإنجليزية)